# Perigramma albivena
Perigramma albivena är en fjärilsart som beskrevs av Paul Dognin 1906. Perigramma albivena ingår i släktet Perigramma och familjen mätare. Inga underarter finns listade i Catalogue of Life.